# دوري الدرجة الأولى الأرجنتيني 1931
دوري الدرجة الأولى الأرجنتيني 1931 (بالإسبانية: Campeonato de Primera División 1931)‏ هو الموسم 1 من  دوري الدرجة الأولى الأرجنتيني. أقيم خلال الفترة 31 مايو 1931 وحتى 6 يناير 1932، والذي يشرف على تنظيمه Liga Argentina de Football ‏، وكان عدد الأندية المشاركة فيه  18، وفاز فيه بوكا جونيورز.